# Stanley C. Wilson

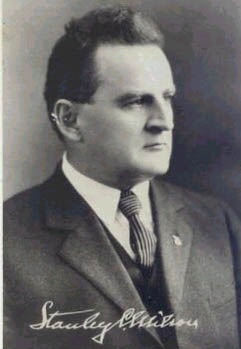
Stanley C. Wilson

Stanley Calef Wilson (* 10. September 1879 in Orange, Orange County, Vermont; † 5. Oktober 1967 in Chelsea, Vermont) war ein US-amerikanischer Politiker und von 1931 bis 1935 Gouverneur des Bundesstaates Vermont.

## Frühe Jahre und Aufstieg
Stanley Wilson besuchte zunächst die Tufts University und studierte anschließend Jura. Nach seiner Zulassung als Rechtsanwalt praktizierte er in Montpelier und in Chelsea. Damals war er Protokollist am Bezirksgericht des Washington County. Diese Tätigkeit übte er auch im Repräsentantenhaus von Vermont aus. Danach war er an zahlreichen Firmen beteiligt. Dazu gehörten unter anderem die National Bank of Orange County, die Hartford Savings Bank and Trust Company und eine Feuerversicherung.

## Politische Laufbahn
Wilson war Mitglied der Republikanischen Partei. Zwischen 1915 und 1917 war er Abgeordneter im Repräsentantenhaus seines Staates. Danach war er zwischen 1917 und 1923 Bezirksrichter im Washington County. Von 1925 bis 1927 war er nochmals im Repräsentantenhaus, dieses Mal sogar als dessen Präsident. Anschließend war er für zwei Jahre bis 1929 Mitglied des Staatssenats. Im Jahr 1928 wurde Wilson als Kandidat seiner Partei zum Vizegouverneur seines Staates gewählt. Damit war er zwischen 1929 und 1931 Stellvertreter von Gouverneur John E. Weeks.

## Gouverneur von Vermont
Bei der Gouverneurswahl des Jahres 1930 wurde Wilson dann selbst gewählt, wobei er sich gegen den Demokraten Park H. Pollard durchsetzte. Nach einer Wiederwahl im Jahr 1932 gegen James Patrick Leamy konnte er dieses Amt zwischen dem 8. Januar 1931 und dem 10. Januar 1935 ausüben. Große Teile seiner Amtszeit waren von der Weltwirtschaftskrise jener Zeit überschattet. In diesem Zusammenhang setzte er sich für bessere Preise auf dem Agrarsektor und für bessere Arbeitsbedingungen in der Landwirtschaft ein. Damals führte auch der Staat Vermont eine Einkommensbesteuerung ein. Die Straßen des Staates wurden alle unter staatliche Kontrolle gestellt. Verbesserungen und Ausbau des Straßennetzes waren Teil eines Arbeitsbeschaffungsprogramms. Der Durchbruch zur Überwindung der Wirtschaftskrise konnte auch in Vermont mit Hilfe der Bundesregierung unter Präsident Franklin D. Roosevelt und dessen New-Deal-Politik erreicht werden.

## Weiterer Lebenslauf
Nach seiner Gouverneurszeit arbeitete Wilson bei einer der angesehensten Kanzleien in Vermont als Rechtsanwalt. Wilson war auch an der Neustrukturierung der Vermont Copper Company beteiligt. Später wurde er Präsident dieser Firma. Im Jahr 1952 war er die treibende Kraft hinter der Gründung eines Krankenhauses (Chelsea Health Center) in Chelsea. Wilson war Kurator mehrerer Universitäten. So war er über 50 Jahre lang im Kuratorium der Norwich University. Für 15 Jahre war er Vorsitzender dieses Gremiums. Stanley Wilson starb im Oktober 1967. Er war mit Grace Goodwin Bacon verheiratet.